# Achnabat
Achnabat is een dorp  in de Schotse Hooglanden.